# Цивільний повітряний патруль (Україна)
Цивільний повітряний патруль (Україна) — громадська організація, яка на волонтерських засадах сприяє цивільному захисту населення, здійснює аеромедичну евакуацію населення, допомагає Силам безпеки й оборони України щодо спостереження за державним кордоном, здійснює підготовку льотчиків-кадетів. Складається в основному з аматорів авіації різних професій та родів занять та власників літаків.

## Заснування та розвиток
Офіційною датою створення Цивільного повітряного патруля в Україні є 9 вересня 2016 року, проте ідея створення такої організації за зразком американського Цивільного повітряного патруля виникла у 2014 році під час Революція гідності.
В 2014 році було створено перший окремий добровольчий авіаційний загін — ОДАЗ ЦПП, пілоти якого виконували завдання з оборони — проводили аеровізуальну розвідку, повітряне патрулювання, разом із військовими підрозділами затримували російські диверсійні групи.
В складі організації на 2019 рік було чотири оперативних командування, які розташовані у Києві, Одесі, Львові та Харкові. При цьому на чергуванні щодня було:
- Харків — 5 літаків;
- Дніпро — 2 літаки;
- Київ — 2 літаки;
- Суми — 2 літаки.

Також були літаки у Херсоні, Одесі та Миколаєві, які застосовувались для екстрених ситуацій.
У 2023 році пілотів Цивільного повітряного патруля нагороджено медалями «За визволення Харківської області»

## Діяльність
Основним статутним завданням організації є:
- сприяння Збройним Силам України, Службі безпеки України, Державній прикордонній службі України в подоланні терористичної загрози та захист свободи та незалежності України:
- сприяння та допомога службі з надзвичайних ситуацій при потребі
- патріотичне виховання молоді.[1]

### Аеромедична евакуація
Проект санітарної авіації був створений у 2016 році за ініціативи професійного льотчика, співзасновника ГО «Цивільний повітряний патруль» Юрія Покусая та також співзасновниці Благодійного фонду «Харків з тобою», виконавчої директорки Українсько-німецької медичної асоціації Вікторії Мілютіної. У 2018 році Цивільний повітряний патруль, Українсько-німецька медична асоціація і Харківська обласна державна адміністрація підписали меморандум про співпрацю, за яким остання сприяє координації діяльності в межах проекту з районами області.
У кожному районі Харківської області, куди літав повітряний патруль, на базі колишніх посадкових смуг для сільськогосподарської авіації авіатори облаштували тимчасові злітно-посадкові майданчики, про стан яких, за потреби вильоту, повідомляють «офіцери передового бойового управління» патруля.
У 2018 році Цивільний повітряний патруль здійснив 31 виліт як санавіація, з яких для перевезення 16 пацієнтів і у 15 випадках перевезення лікарів на консультацію у важких випадках.
До санавіації у формі чергування залучались три приватні літаки, один з яких готовий до вильоту кожного дня, а за потреби додаються і інші.
Санавіацію залучають у разі якщо надати допомогу в районі, ані довезти пацієнта по землі неможливо, і його життю загрожує небезпека. У такому разі залучається оперативний черговий Цивільного повітряного патруля, який забезпечує подачу літака на злітну смугу, до якого за цей час дістається лікар з центру екстреної невідкладної допомоги. В той де час в точці призначення постраждалого або хворого довозять до злітно-посадкового майданчика. Після чого постраждалого або хворого вантажать на літак, який доставляє його до лікарні.
Загалом станом на 2023 рік пілотам Цивільного повітряного патруля вдалося врятувати 43 людини, з яких 36 — діти.
Так зокрема льотчики у 2018 році доставиви до медичного закладу 11-річного хлопчика з села Козіївка, укушеного отруйною змією, у 2020 році — травмовану у м. Барвінковому 7-річну дитину.
Для потреб санавіації використовувався легкий тримісний літак французького виробника Socata, а один із пілотів за фахом є лікарем-травматологом.
База патруля у 2019 році розташовувалась на території Харківського авіаційного заводу.

### Навчання льотчиків-кадетів
Навчання дітей льотній справі здійснювалось льотчиками патруля у своєму Авіаційному навчальному кадетському центрі ім. Данила Дідика. Набір на кадетську програму починається з 12 років. Станом на 2019 рік у патруля близько 100 вихованців.
Ознайомчі польоти у кабіні літака позаду пілота кадети здійснювали із першого курсу навчання.
Колишні кадети літають на Су-27, МіГ-29, Су-25, Ан-26, на гелікоптерах Мі-8 та Мі-24.
Перші польоти у харківському Цивільному повітряному патрулі (на літаку Х-32-912 «Бекас») здійснював зокрема військовий пілот винищувача МіГ-29 Андрій Пільщиков із позивним «Джус».
У квітні 2023 року для сприяння патріотичному вихованню молоді між Національним аерокосмічним університетом ім. М. Є. Жуковського «ХАІ» та ГО громадської організації «Цивільний Повітряний Патруль» підписано Меморандум про взаємодію.

### Пошук людей
Пілоти патруля залучалися до пошуку людей, зокрема дітей. Так миколаївськими пілотами у 2020 році було знайдено людину, яку віднесло у море.

### Спостереження за природними стихіями
Волонтери Цивільного повітряого патруля береть участь у виявленні осередків пожеж та зпостереження за ними. Так у 2020 році вони були залучені до виявлення осередків пожежі в лісових масивах, зокрема поблизу Башкирівки Чугуївського району Харківської області. Про встановлеі осередки інформувалися відповідні наземні служби ДСНС.
Також до спостереження за пожежами залучався пілот миколаївського аероклубу «Ікар», який долчився до патруля.

### Спостереження за кордоном та сприянням силам безепеки й оборони України
З 2014 року пілоти патруля здійснювали польоти у прикордонній зоні та поруч із зоною Антитерористичної операції на сході України.
Після початку російського вторгнення в Україну спільно з військовослужбовцями 92 ОМБр ім. Кошового Отамана Івана Сірка та ЦСО «А» СБУ пілотами патруля знищено 8 повітряних цілей окупантів а також нанесено вогневе ураження складів з боєприпасами та місць скупчень особового складу ворога.
Під час бойових дій було втрачено один літак (пілот вижив) а інші літаки неодноразово зазнавали вражень зброєю противника.

## Матеріальне забезпечення
Матеріальне забезпечення Цивільного повітряного патруля розділене між власними коштами, спонсорськими та державними. Паливо до власних літаків придбавається власним коштом та за кошти спонсорів із місцевих бізнесових організації, аеродроми підтримуються коштом місцевої влади.
Цивільний повітряний патруль використовує літаки виробництва (марок) Cessna, Socata, Bristol, Piper